# 竹岡站
竹岡站（日语：／ Takeoka eki */?）是位於千葉縣富津市萩生1105號，東日本旅客鐵道（JR東日本）的內房線車站。

## 歷史
- 1926年（大正15年）6月16日：臨時停車場啟用[1]。
- 1930年（昭和5年）8月1日：升級至車站[1]。
- 1987年（昭和62年）4月1日：伴隨國鐵分割民營化，車站由東日本旅客鐵道（JR東日本）營運[1]。
- 2007年（平成19年）2月：翻新車站大樓。
- 2009年（平成21年）3月14日：此站可以使用IC卡「Suica」[2]。成為東京近郊區間區域內[2]。

## 車站構造
此站是地面車站，設有2面2線的相對式月台。月台沒有提高高度。兩月台之間設有跨線橋連接。
長久以來都是簡易委託車站。現時是由君津站管理的無人車站。設有乘車站證明票發行機和簡易Suica閘機。木造車站大樓在2006年（平成18年）11月拆毀，在2007年（平成19年）2月建設了新候車室。廁所為男女分開的濕廁。

### 月台
| 月台 | 路線    | 上下行 | 方向                     |
| ---- | ------- | ------ | ------------------------ |
| 1    | ■內房線 | 上行   | 木更津、千葉方向         |
| 2    | ■內房線 | 下行   | 館山、千倉、安房鴨川方向 |

參考
- 在信號設備上，1、2號月台可從兩方向進站和向兩方向出發。
- 由於此站的月台為相對式月台，加上此站是無人車站。因為列車使用月台上的制限較多，包括沒有待避特急和路線內發生異常時列車於此站折返。
- 月台可容納11卡車廂。

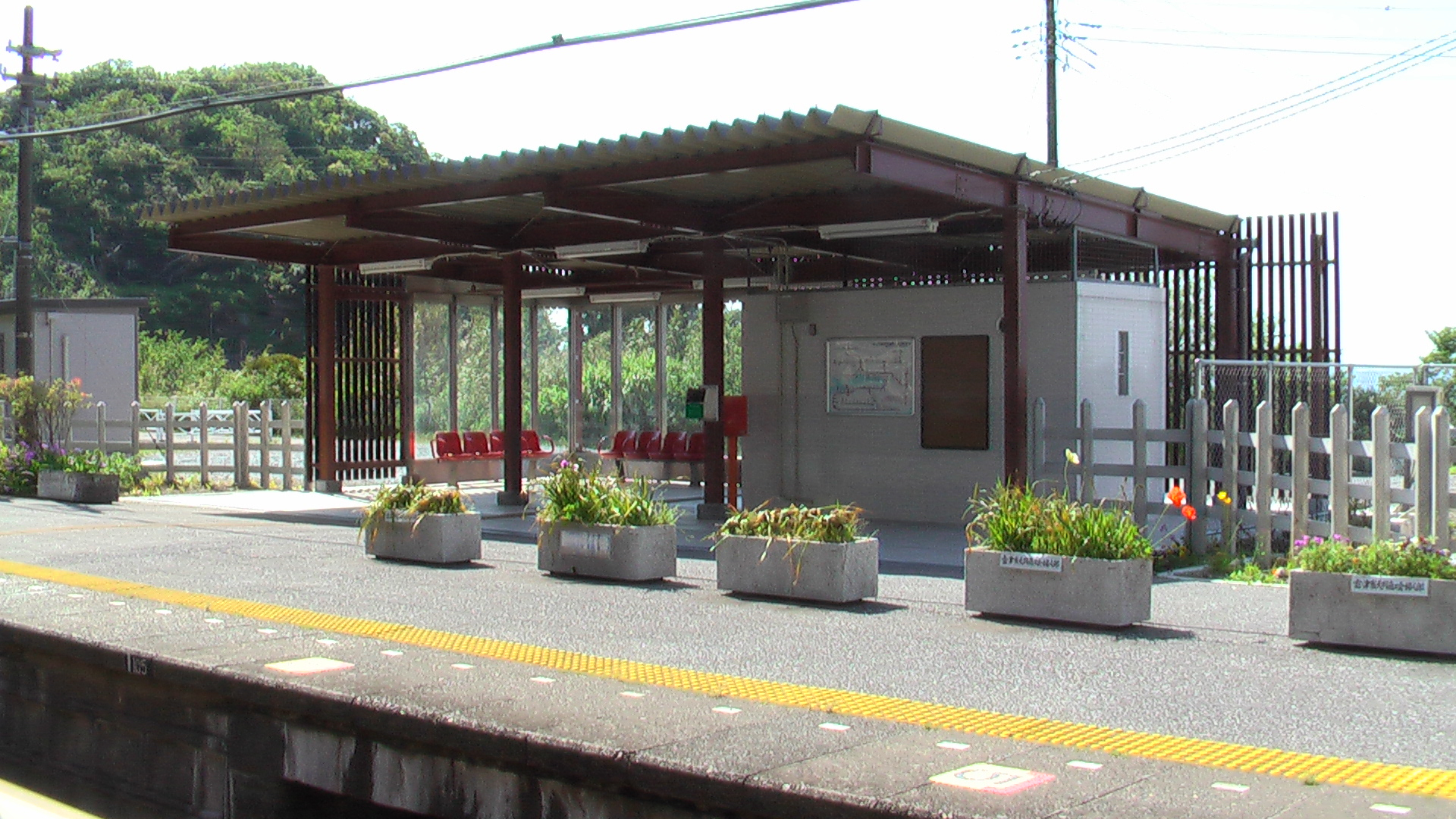
候車室（2008年5月6日）
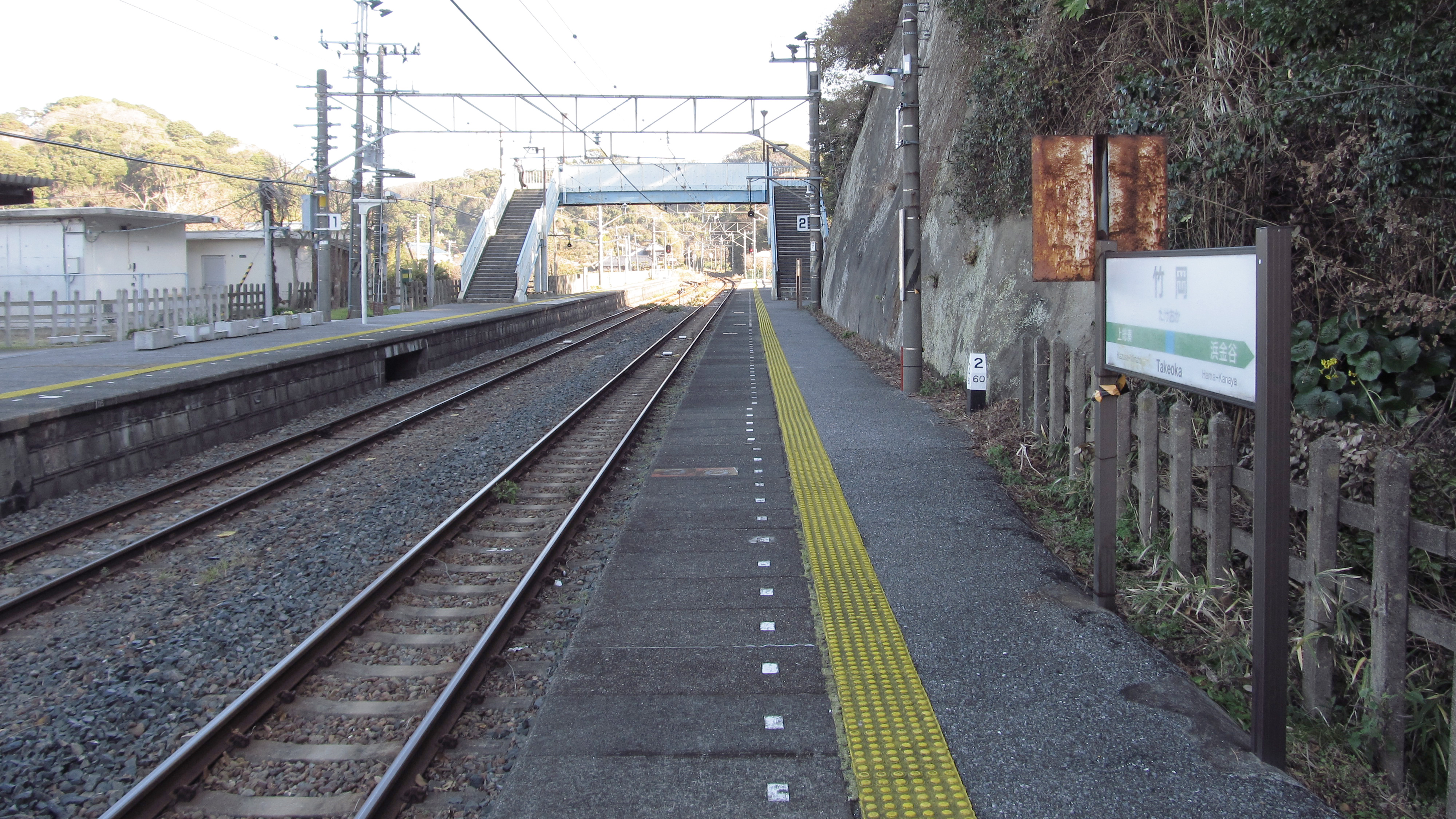
月台（2013年12月30日）
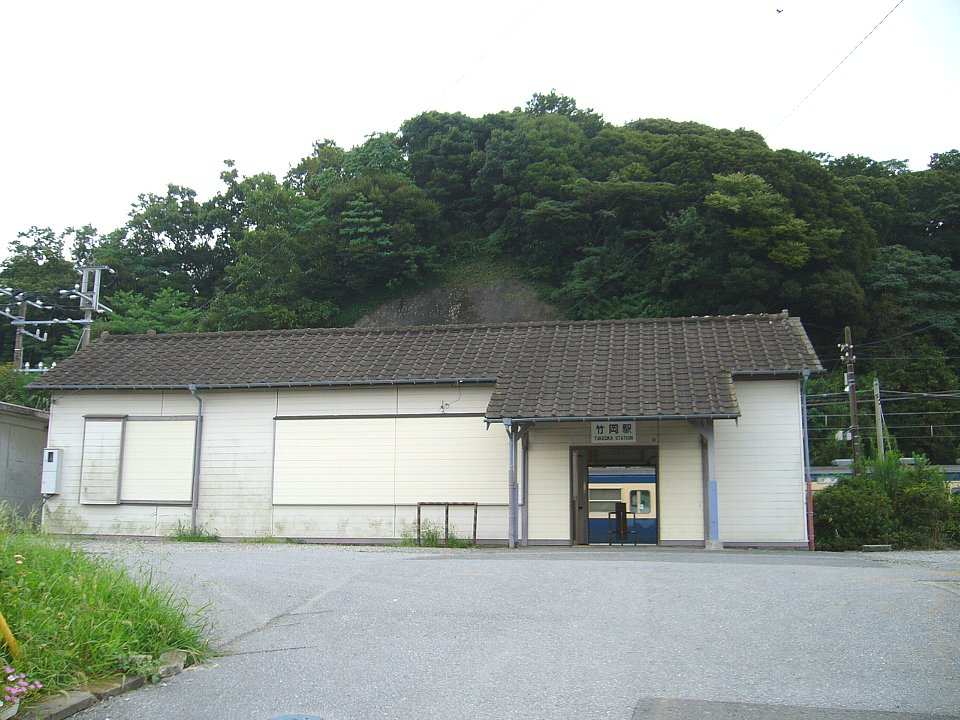
舊車站大樓（2006年9月6日）

## 使用狀況
在2006年（平成18年）度的1日平均乘車人次為64人。以下為近年1日平均乘車人次變化：
| 年度               | 1日平均 乘車人次 | 參考資料 |
| ------------------ | ---------------- | -------- |
| 1990年（平成02年） | 228              | [ * 1 ]  |
| 1991年（平成03年） | 226              | [ * 2 ]  |
| 1992年（平成04年） | 216              | [ * 3 ]  |
| 1993年（平成05年） | 206              | [ * 4 ]  |
| 1994年（平成06年） | 201              | [ * 5 ]  |
| 1995年（平成07年） | 185              | [ * 6 ]  |
| 1996年（平成08年） | 188              | [ * 7 ]  |
| 1997年（平成09年） | 174              | [ * 8 ]  |
| 1998年（平成10年） | 166              | [ * 9 ]  |
| 1999年（平成11年） | 147              | [ * 10 ] |
| 2000年（平成12年） | 98               | [ * 11 ] |
| 2001年（平成13年） | 98               | [ * 12 ] |
| 2002年（平成14年） | 91               | [ * 13 ] |
| 2003年（平成15年） | 89               | [ * 14 ] |
| 2004年（平成16年） | 77               | [ * 15 ] |
| 2005年（平成17年） | 71               | [ * 16 ] |
| 2006年（平成18年） | 64               | [ * 17 ] |

## 車站周邊
車站位於國道127號上的山邊。當於車站啟用當時位於竹岡村，因此此站名為竹岡站。但是，以竹岡拉麵而聞名富津市竹岡地區位於車站西南一段距離。竹岡拉麵的元祖店距離此站約30至40分鐘。竹岡地區中心車站比較近上總湊站。
- 國道127號（日语：国道127号）
- 富津市立竹岡小學
- 萩生海灘
- 津濱海灘
- 光藻發生地（黃金井戶）
- 竹岡碼頭
- 造海城（日语：造海城）蹟

## 巴士路線
巴士站位於國道127號上的竹岡站入口路口附近（步行約2分鐘）。
| 乘車處   | 系統   | 主要途經 | 目的地     | 巴士公司 | 備註 |
| -------- | ------ | -------- | ---------- | -------- | ---- |
| 竹岡站前 | 竹岡線 | 竹岡橋   | 上總湊站   | 日東交通 |      |
| 竹岡站前 | 竹岡線 | 高島別莊 |            | 日東交通 |      |
| 竹岡站前 | 竹岡線 | 高島別莊 | 東京灣渡輪 | 日東交通 |      |

## 其他
- 在1995年（平成7年）夏季，青春18車票的海報於此站取景。該海報與大塚製藥的寶礦力水特進行商業合作。海報中的模特兒是當時於寶礦力水特電視廣告主演的中山亞微梨（日语：中山エミリ）。
- 在2016年（平成28年）1月於TBS上放映的深夜動畫《粗點心戰爭》第4話和第11話中，以竹岡站作為模型的「掛岡站」車站大樓登場[4]。

## 相鄰車站
東日本旅客鐵道（JR東日本）
■內房線
上總湊－竹岡－濱金谷

## 注腳

### 使用狀況
1. ↑  千葉縣統計年鑑 （页面存档备份，存于）（日語） - 千葉県
2. ↑  富津市統計書 （页面存档备份，存于）（日語） - 富津市

千葉縣統計年鑑
1. ↑  千葉縣統計年鑑（平成3年） （页面存档备份，存于）（日語）
2. ↑  千葉縣統計年鑑（平成4年） （页面存档备份，存于）（日語）
3. ↑  千葉縣統計年鑑（平成5年） （页面存档备份，存于）（日語）
4. ↑  千葉縣統計年鑑（平成6年） （页面存档备份，存于）（日語）
5. ↑  千葉縣統計年鑑（平成7年） （页面存档备份，存于）（日語）
6. ↑  千葉縣統計年鑑（平成8年） （页面存档备份，存于）（日語）
7. ↑  千葉縣統計年鑑（平成9年） （页面存档备份，存于）（日語）
8. ↑  千葉縣統計年鑑（平成10年） （页面存档备份，存于）（日語）
9. ↑  千葉縣統計年鑑（平成11年） （页面存档备份，存于）（日語）
10. ↑  千葉縣統計年鑑（平成12年） （页面存档备份，存于）（日語）
11. ↑  千葉縣統計年鑑（平成13年） （页面存档备份，存于）（日語）
12. ↑  千葉縣統計年鑑（平成14年） （页面存档备份，存于）（日語）
13. ↑  千葉縣統計年鑑（平成15年） （页面存档备份，存于）（日語）
14. ↑  千葉縣統計年鑑（平成16年） （页面存档备份，存于）（日語）
15. ↑  千葉縣統計年鑑（平成17年） （页面存档备份，存于）（日語）
16. ↑  千葉縣統計年鑑（平成18年） （页面存档备份，存于）（日語）
17. ↑  千葉縣統計年鑑（平成19年） （页面存档备份，存于）（日語）

## 外部連結
- 車站資訊（竹岡）：東日本旅客鐵道（日語）